# 荒子 (武士)
荒子（あらしこ）は、戦国時代から江戸時代にかけての武家奉公人、雑兵の一種。嵐子・荒師子とも記す。
原義は「荒仕事をする卑しい男」で、武士の足軽・中間・小者の最下層に位置し、戦場での土木・大工・輜重などの雑役、死体の片付け、炊事などに従事した。文献中には戦国時代末期より現れ、天正19年（1591年）の豊臣秀吉の身分統制令では、「奉公人、侍、中間、小者、あらし子に至る、去七月奥州江御出勢より以後、新儀ニ町人百姓ニ成候者在之者」（『小早川文書』）として武士身分に位置付けられ、新規に百姓・町人になることが禁じられている。江戸時代に入ると幕府や大名に雇用され、雑役に従う者もあった。小石川薬園には15俵1人半扶持で抱えられた22人の荒子がいたという。
また、下作人を「荒子」と呼ぶ地域もあり、百姓身分の下での日雇い人を指す場合もあった。